# Gussainville
Gussainville ist eine französische Gemeinde mit 34 Einwohnern (Stand 1. Januar 2022) im Département Meuse in der Region Grand Est (bis 2015 Lothringen). Sie gehört zum Kanton Étain und zum Kommunalverband Pays d’Étain.

## Geografie
Gussainville liegt auf einer mittleren Höhe von 204 Metern über dem Meeresspiegel an der Orne. An der nördlichen Gemeindegrenze verläuft sein Zufluss Eix. Das Gemeindegebiet hat eine Fläche von 10,52 Quadratkilometern. Gussainville liegt 22 Kilometer nordöstlich von Verdun.

## Geschichte
Gussainville wurde 1168 als Gunseivilla erstmals urkundlich erwähnt, 1346 als Guxenvilla. Der Ortsname ist aus einem germanischen Personennamen (Guntianus oder Gunza) und der aus dem lateinischen stammenden Ortsnamensendung -villa zusammengesetzt.
Zwischen 1790 und 1794 wurde der Weiler Saint-Maurice eingemeindet. 1793 erhielt Gussainville im Zuge der Französischen Revolution (1789–1799) den Status einer Gemeinde und 1801 das Recht auf kommunale Selbstverwaltung.

### Bevölkerungsentwicklung
| Jahr      | 1962 | 1968 | 1975 | 1982 | 1990 | 1999 | 2010 | 2019 |
| Einwohner | 66   | 56   | 36   | 30   | 14   | 19   | 34   | 32   |

## Sehenswürdigkeiten
Die Pfarrkirche Saint-Maurice, die im 16. Jahrhundert erbaut worden war, wurde 1833 teilweise zerstört, um eine Straße zu begradigen. Nur ein Teil des Kirchenschiffs und der Kirchturm blieben erhalten und wurden 1850 restauriert. Im Ersten Weltkrieg (1914–1918) wurde die Kirche erneut zerstört und die letzten Spuren der Kirche wurden 1975 beseitigt.
Ein Schloss aus dem 16. Jahrhundert stand im Weiler Saint-Maurice. Im 17. Jahrhundert gehörte es der Familie Rouyn, deren bekanntester Vertreter Jean-Baptiste de Rouyn 1760 in der Schlacht bei Sainte-Foy bei Quebec im heutigen Kanada schwer verwundet wurde. Zu seinem Andenken benannte sich die Gemeinde Rouyn in Kanada nach ihm.
Im 18. Jahrhundert wurde das Schloss wiederaufgebaut und im Ersten Weltkrieg zerstört. Das Schloss Hautoy wurde im 18. Jahrhundert für die Familie Hautoy gebaut, deren letzter Repräsentant Vicomte Roch-Hyacinthe du Hautoÿ, Abgeordneter der Generalstände 1789 des Adels der Bailliage von Bar-le-Duc war. Das Schloss wurde 1915 zerstört und nach dem Krieg durch ein großes Haus ersetzt.

## Verkehr

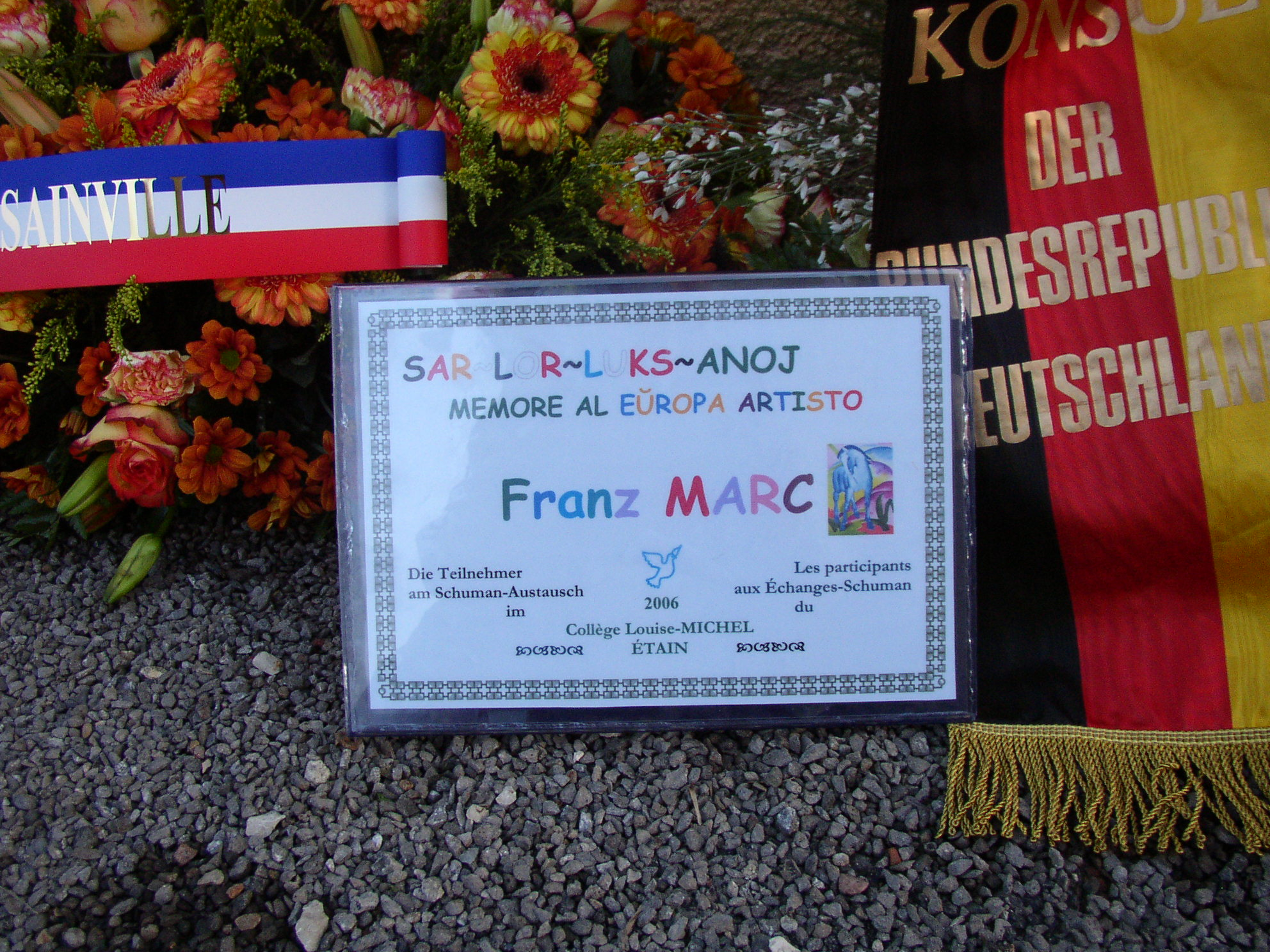
Erinnerungstafel (2006)

Der nächste Bahnhof befindet sich fünf Kilometer entfernt in Étain. Der Flughafen Metz-Nancy-Lothringen liegt 47 Kilometer in südöstlicher Richtung.

## Persönlichkeiten
- Franz Marc (1880–1916), deutscher Maler, Zeichner und Grafiker, war während des Ersten Weltkriegs im Schloss Hautoy einquartiert;[6] fiel auf einem Erkundungsritt zwischen Braquis und Gussainville und wurde im Schlossgarten von Gussainville bestattet.[5] Auf Wunsch seiner Witwe fand Marc seine letzte Ruhestätte 1917 in Kochel am See.